# ديفا (فلم)
ديفا هو فيلم من نوع مقتبس ‏ وإثارة ودراما أُصدر في 1981. الفيلم من إخراج Jean-Jacques Beineix ‏، أما السيناريو فكان من كتابة Jean Van Hamme ‏ وJean-Jacques Beineix ‏ وDaniel Odier ‏. الفيلم مقتبسٌ من Diva (Odier novel) ‏ من تأليف Daniel Odier ‏.

## القصة
تقع أحداث الفيلم في باريس.

## طاقم التمثيل
- ألان مارسيل [الإنجليزية]‏
- Andrée Champeaux  [لغات أخرى]‏
- بريجيت لاهايي
- Chantal Deruaz  [لغات أخرى]‏
- فريدريك اندريه
- غابرييل غوبان
- Gérard Chaillou [الإنجليزية]‏
- ايزابيل ميرجاولت
- جاك فابري
- جان جاك مورو  [لغات أخرى]‏
- لور دوثيلول
- ناني جيرمون
- Patrick Floersheim  [لغات أخرى]‏
- رولان بيرتن
- دومينيك بنسيهارد
- Étienne Draber [الإنجليزية]‏
- دومينيك بينون
- Wilhelmenia Fernandez [الإنجليزية]‏
- فلاديمير كوسما
- ريتشارد بورينجر
- جيرارد دارمون

## الإنتاج
موسيقى الفيلم التصويرية كانت من تأليف فلاديمير كوسما.

## وصلات خارجية
- مقالات تستعمل روابط فنية بلا صلة مع ويكي بيانات